# Hydroporus sahlbergi
Hydroporus sahlbergi är en skalbaggsart som först beskrevs av Nilsson 2001.  Hydroporus sahlbergi ingår i släktet Hydroporus, och familjen dykare. Arten är reproducerande i Sverige.